# 庫柏對
庫柏對（英語：Cooper pair）是指電子結合在一起的狀態。一般來說，電子之間都有微小的引力，由此使得電子的能量低於費米能時，電子就會結合在一起，这一能量降低大约是1meV的量级，一般的溫度对应热运动能量相对很大，因此庫柏對的現象通常要在低温下超導狀態才會出現。庫柏對這個概念是的基礎是由BCS理論建立，而這個理論是約翰·巴丁、利昂·庫珀和約翰·施里弗這三人提出的，這也讓他們三個人得到諾貝爾獎。

## 資料來源
1. ↑  宋宜真. . 科學人雜誌. 遠流出版事業股份有限公司. 2003-10-09  [2017-10-29]. （原始内容存档于2017-10-28）.